# Pilentum

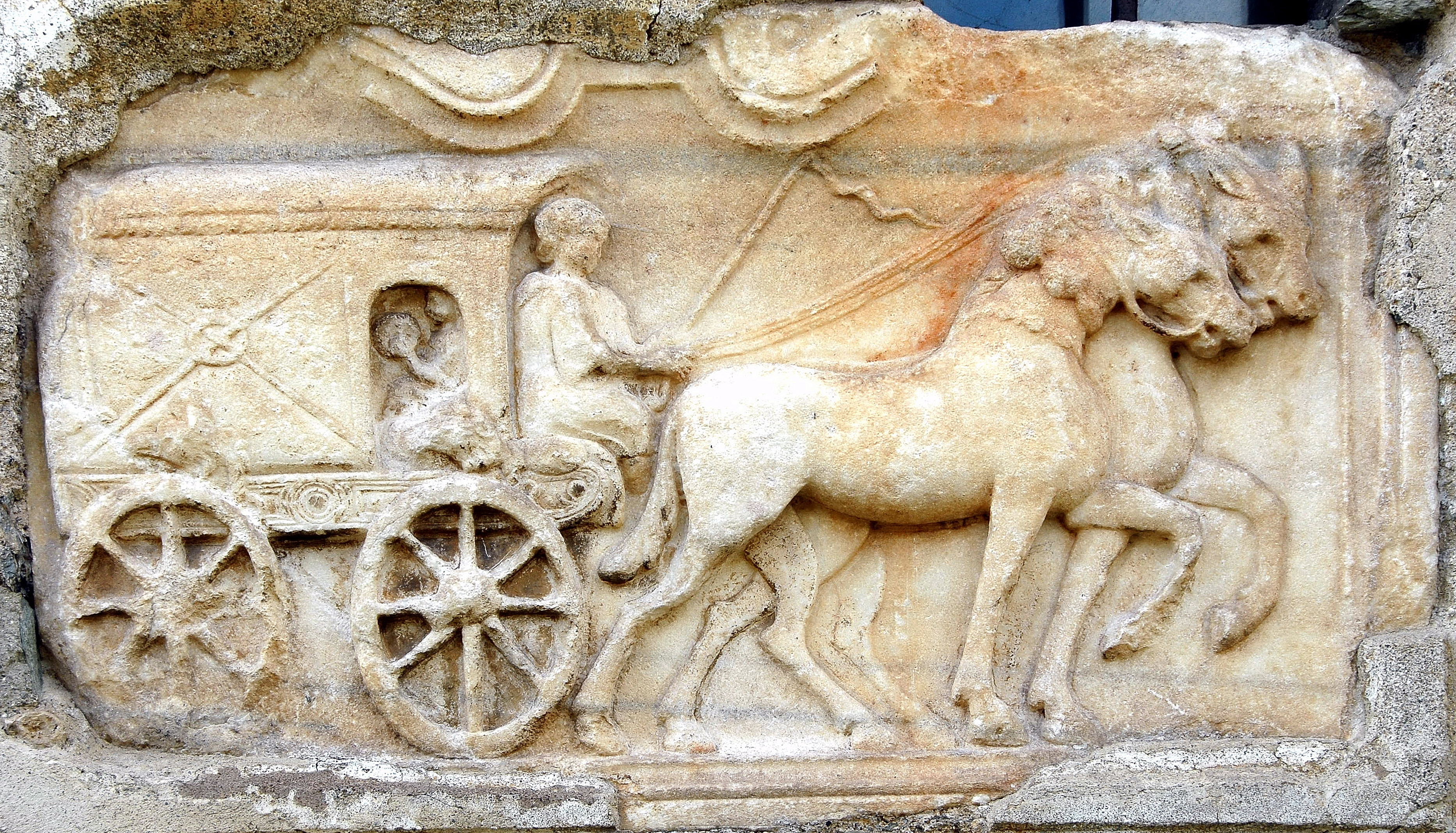
Representación de un pilentum en un monumento funerario de Virunum, donde se suponía que se transportaba el alma al Más Allá.

Un pilentum era una carreta o carro romano ceremonial de cuatro grandes ruedas, donde se transportaba a distinguidas matronas, durante las procesiones sagradas, rituales religiosos o cuando iban a los juegos en determinadas festividades.

## Historia
La distinción de poder ser transportada en el pilentum era otorgada por el Senado, para las que, en ocasiones particulares, en un rasgo de generosidad, habían donado su oro y joyas al servicio del Estado. Posteriormente, también tuvieron el privilegio de montar en el pilentum las vírgenes vestales.
Fue utilizado durante la República romana y el Imperio. Su estructura estaba construida sobre la base de un más sencillo carro del tipo plaustrum, que era utilizado para transporte de mercancías y productos agrícolas, al que se le añadía una decoración figurativa y una serie de aditamentos para que los pasajeros sentados estuvieran más cómodos, como cojines, o agarraderas y respaldos metálicos y un espacio para portar objetos sagrados. 
El pilentum era muy parecido a la harmamaxa y el carpentum. Del carpentum, se distinguía por ser un carro mayor y de cuatro ruedas, en lugar de dos, y abierto por los dos lados para que los que estaban en él pudieran ver y ser vistos.

## Arqueología
En febrero de 2021 se anunció el descubrimiento en el área Civita Giuliana del yacimiento de Pompeya, de un pilentum en buen estado de conservación. Sus cuatro ruedas son de hierro y está decorado con hojas y medallones de bronce y latón y figuras masculinas y femeninas con escenas eróticas. Precisamente esta decoración llevó a los arqueólogos a pensar que tuviese una función ritual, durante ceremonias de matrimonio.